# キングス・ハイウェイ駅 (INDカルバー線)
キングス・ハイウェイ駅（Kings Highway）はブルックリン区グレーブセンドとミッドウッド境のキングス・ハイウェイとマクドナルド・アベニュー交差点に位置するニューヨーク市地下鉄INDカルバー線の駅で、F系統が終日停車する。

## 駅構造
| P ホーム階 | 北行緩行線                             | ← ジャマイカ-179丁目駅行き（アベニューP駅） |
| P ホーム階 | 島式ホーム、到着番線に応じたドアが開く | |
| P ホーム階 | 混雑方向急行線                         | ← ラッシュ時：ジャマイカ-179丁目駅行き（アベニューP駅） → ラッシュ時：当駅止まり → → 急行は定期列車なし → （北行：18番街駅/南行：ネプチューン・アベニュー駅） |
| P ホーム階 | 島式ホーム、到着番線に応じたドアが開く | |
| P ホーム階 | 南行緩行線                             | → コニー・アイランド-スティルウェル・アベニュー駅行き（アベニューU駅） →                                                                                      |
| M          | 改札階                                 | 改札、駅員詰所、メトロカード券売機 |
| G          | 地上階                                 | 出入口 |

駅は島式ホーム2面3線の高架駅で中央の急行線は当駅始終着の列車が使用する。2駅南のアベニューX駅で2線となるためカルバー線内急行停車駅最南端となっている。
駅は2016年6月7日から2017年5月1日まで南行ホームが、2017年5月22日から2018年7月30日まで北行ホームが改装のため閉鎖されていたが、この期間中は閉鎖されたホーム側を走る列車は急行線に停車し開放されていたホーム側のドアを開けていた。

### 出口
駅は改札を2つ設けている。北側の有人改札からはキングス・ハイウェイとマクドナルド・アベニュー交差点南側に、南側の無人改札からはアベニューSとマクドナルド・アベニュー交差点北側に出ることができる。

## 外部リンク

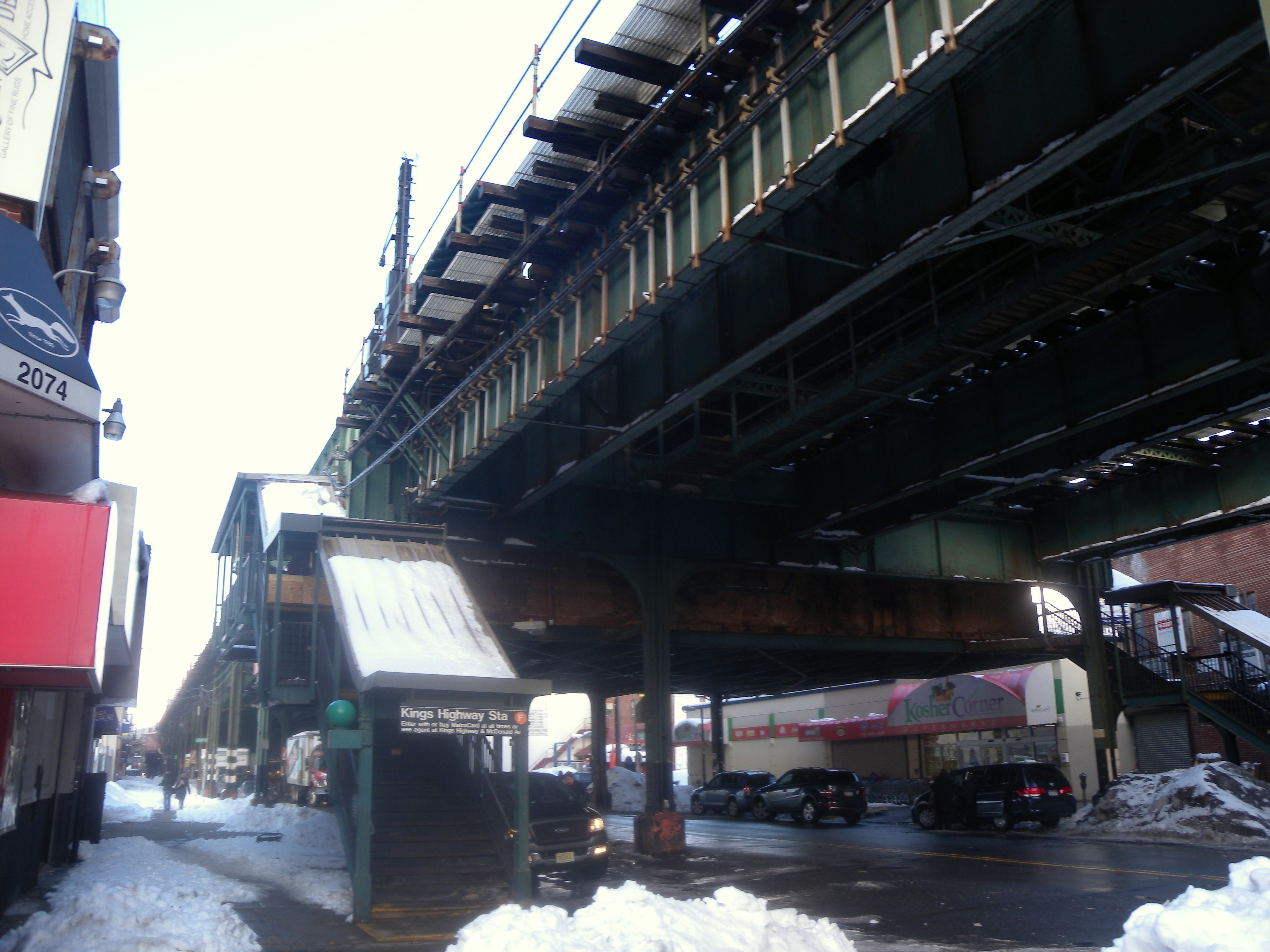
アベニューS側の階段